# Musée des Tissus
Pour les articles homonymes, voir Hôtel de Villeroy.
Le musée des Tissus est situé dans le 2e arrondissement de Lyon, au no 34 rue de la Charité, avec le musée des Arts décoratifs.
Il possède notamment l'une des plus importantes collections mondiales de tissus et de textiles, la plus riche de ce type en France.
Les deux musées distincts, mais complémentaires, se visitent avec le même billet.
Le musée est actuellement fermé au public en vue de sa rénovation sous la direction de l'architecte Rudy Ricciotti.

## Description
Le musée des tissus est composé de deux musées distincts labellisés Musées de France. Ils sont hébergés dans deux hôtels particuliers contigus dans le centre de Lyon : l'hôtel de Villeroy pour les tissus et l'hôtel de Lacroix-Laval pour les arts décoratifs. La collection de textiles est l'une des plus belles au monde.

## Le musée des Tissus

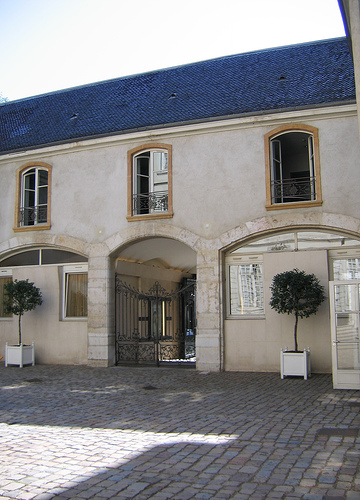
La cour intérieure du musée.

### La création
L'idée de regrouper à Lyon les plus intéressants témoignages de l'art textile remonte aux années 1850-1860. Au même moment, le succès des expositions universelles de Londres suscite la création du Victoria and Albert Museum. Issu du mouvement européen d'art et d'industrie du XIXe siècle, ce musée ne précède que de peu celui de Lyon.
En effet, dès 1856, la Chambre de commerce décide de fonder un musée d'Art et d'Industrie qui a pour objectif de donner une impulsion nouvelle à la Fabrique lyonnaise en renouvelant l'enseignement artistique, technique, ainsi que les sources d'inspiration. Le musée est ouvert au public en 1864.
En 1890, la Chambre de commerce de Lyon prend le parti de spécialiser cet établissement en musée historique des tissus, installé depuis 1946 dans le somptueux hôtel de Villeroy, résidence du Gouverneur du Lyonnais au XVIIIe siècle.

### Les collections
Aujourd'hui, le musée des Tissus possède l'une des plus riches collections textiles du monde, retraçant quelque 4 000 ans d'histoire de l'étoffe et de la soierie. Il rassemble plus de 2,5 millions de textiles allant du XXVe siècle av. J.-C. jusqu’à 2006, de l’Égypte pharaonique à nos jours. Les collections du musée, qui se sont considérablement enrichies par donations, legs et acquisitions, se divisent en deux pôles principaux : l'Orient et l'Occident.
Les tapisseries coptes, les tissus de la Perse sassanide, les tissus byzantins, musulmans, chinois et japonais, ainsi qu'une collection de tapis de premier plan, soulignent l'évolution des civilisations orientale et extrême-orientale.
Des pièces hispano-mauresques, italiennes et françaises reflètent la production occidentale.
Lyon occupe bien sûr une place prépondérante avec les dessinateurs-ornemanistes tels que Jean Pillement, Philippe de la Salle ou Dugourc. Le XIXe siècle est illustré par les commandes impériales et royales qui permettent une reprise de l'activité textile lyonnaise. Le musée possède, enfin, d'éloquents exemples des créations de Raoul Dufy ou Sonia Delaunay. Ornements d'église et broderies religieuses (paramentique), costumes civils français, dentelles et passementeries viennent compléter ces collections.
Outre cette mission classique de conservation, le musée des Tissus, depuis de nombreuses années, remplit la fonction de véritable pôle de recherche dans le domaine du textile grâce à son centre de documentation–bibliothèque (30 000 ouvrages), et à l’enseignement prodigué par le Centre international d'étude des textiles anciens (CIETA).
Il apparaît, enfin, comme la plate-forme du rayonnement et de la création textile contemporaine avec l’Association pour l’université de la mode/Modalyon.

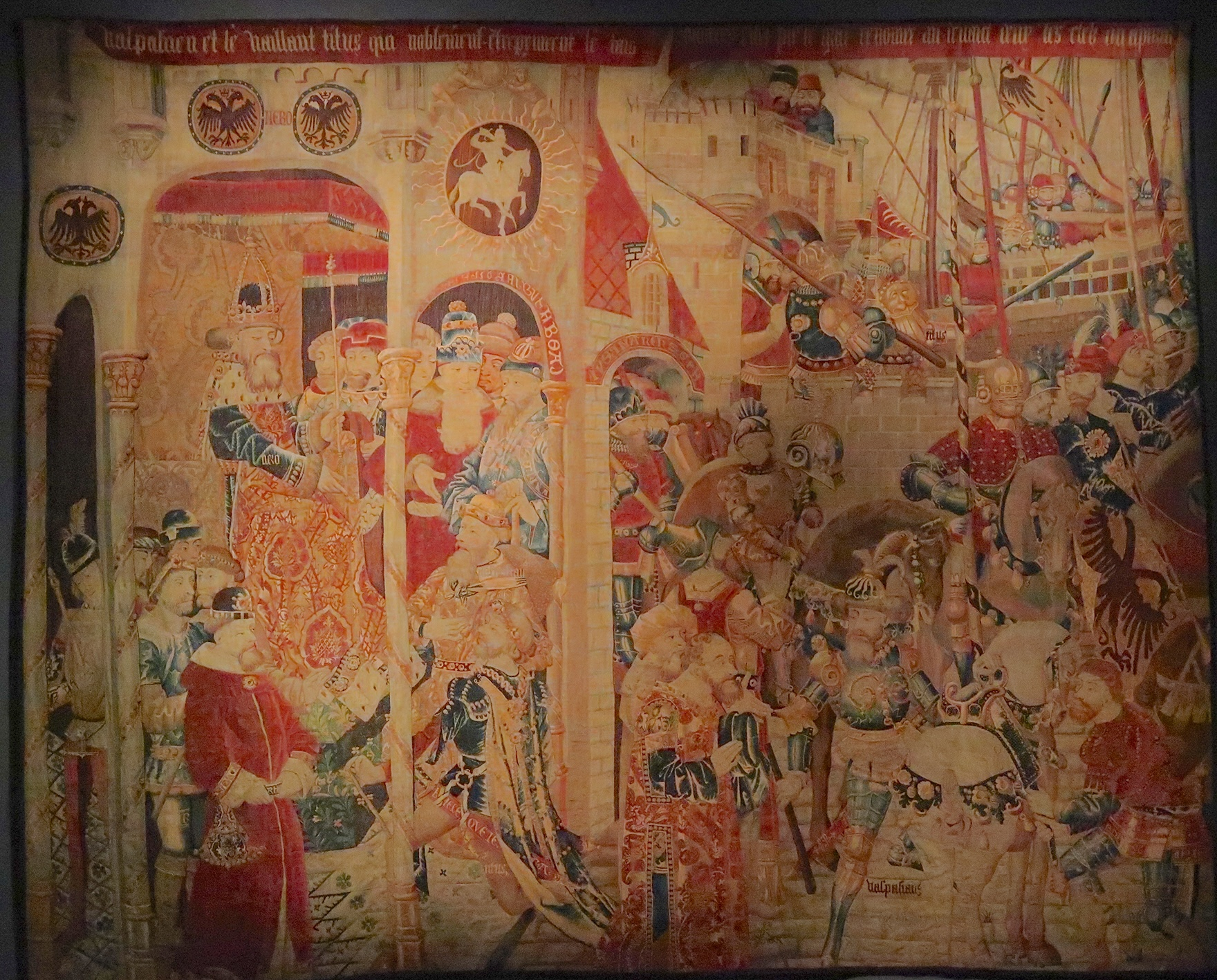
Tenture de la Destruction de Jérusalem : Néron envoie Vespasien et Titus en Judée. Tapisserie de laine et soie. Tournai, entre 1465 et 1475.
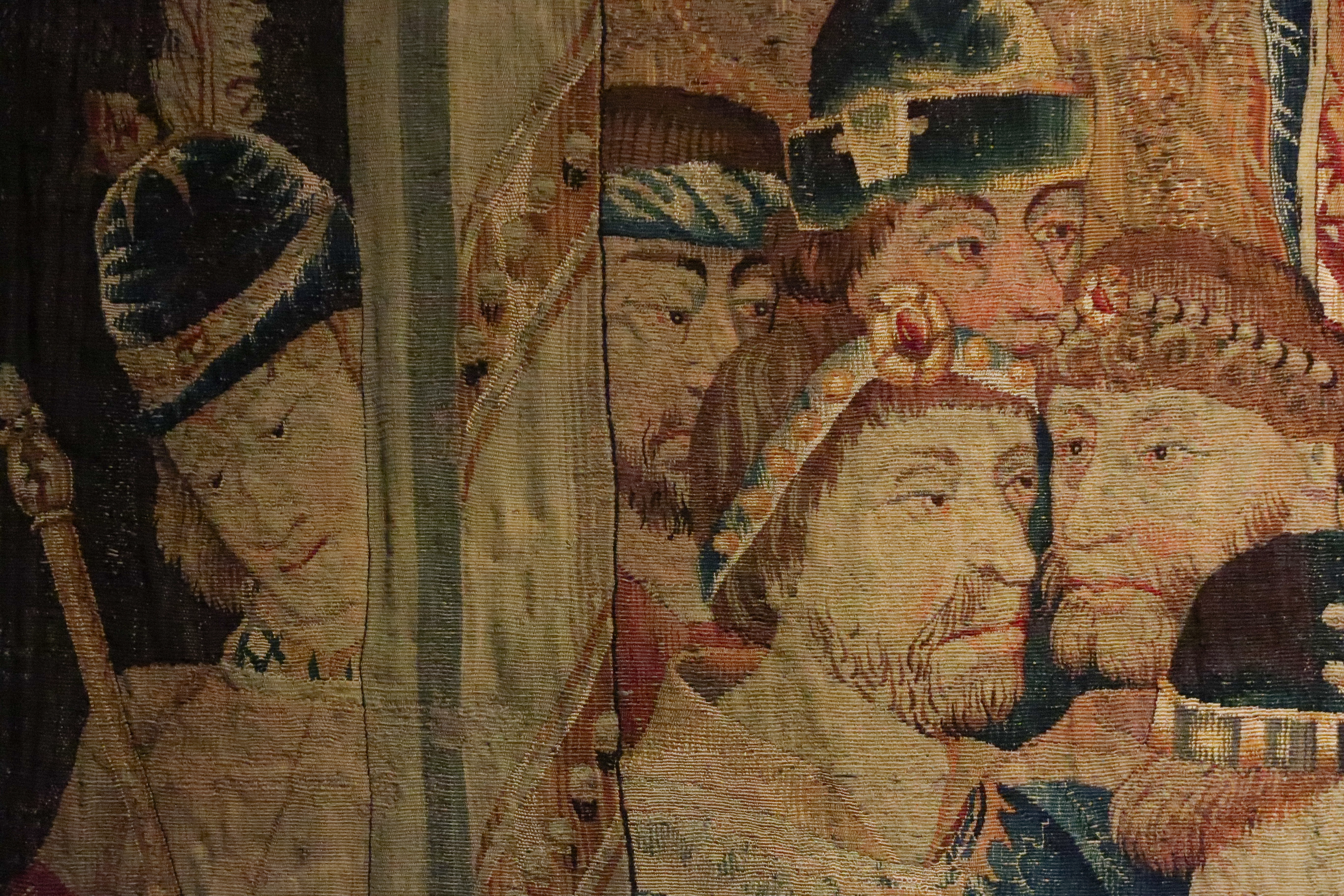
Détail.
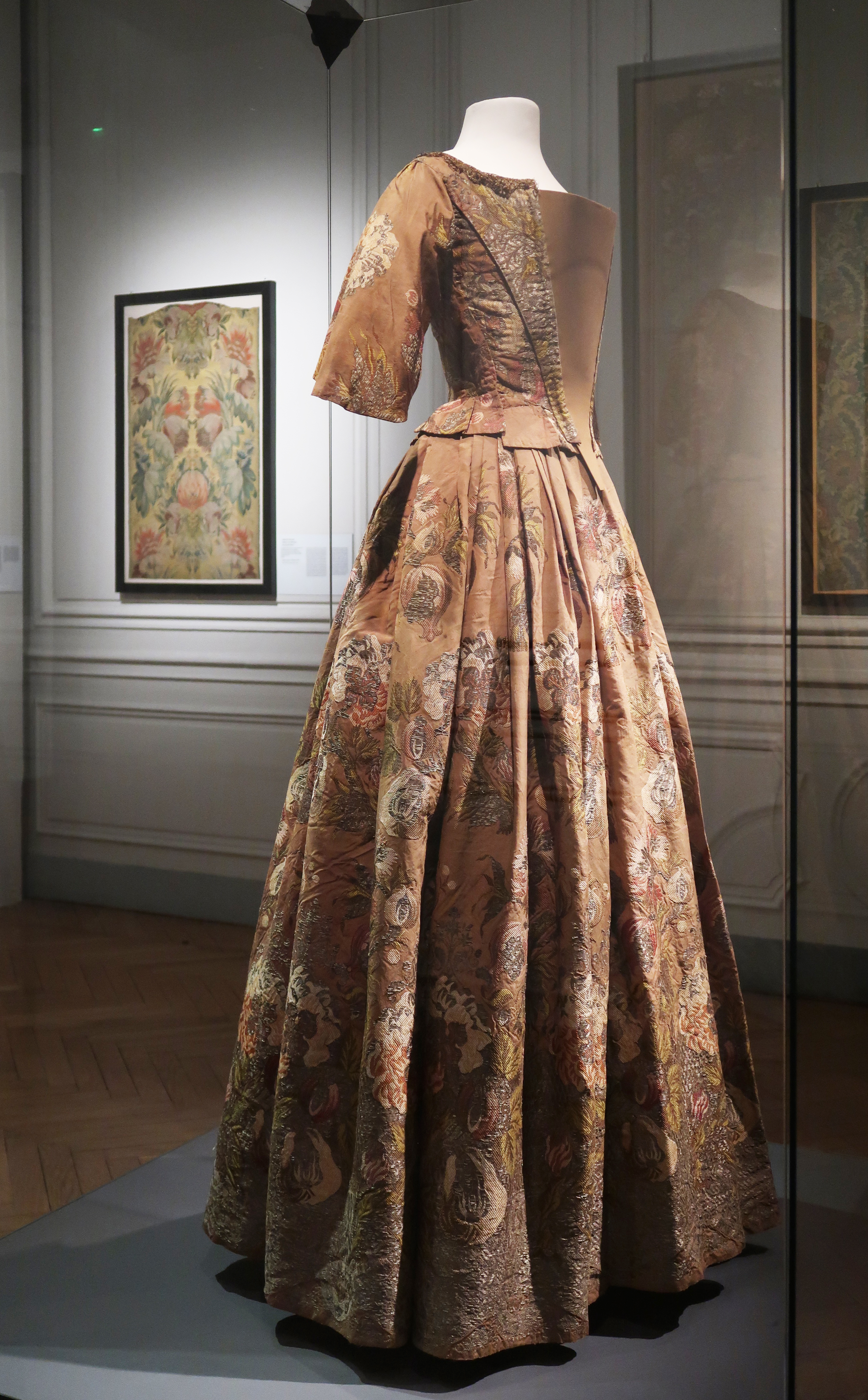
Robe. Lyon, première moitié du XVIIIe siècle (?). Soie, filé et frisé métalliques argent...
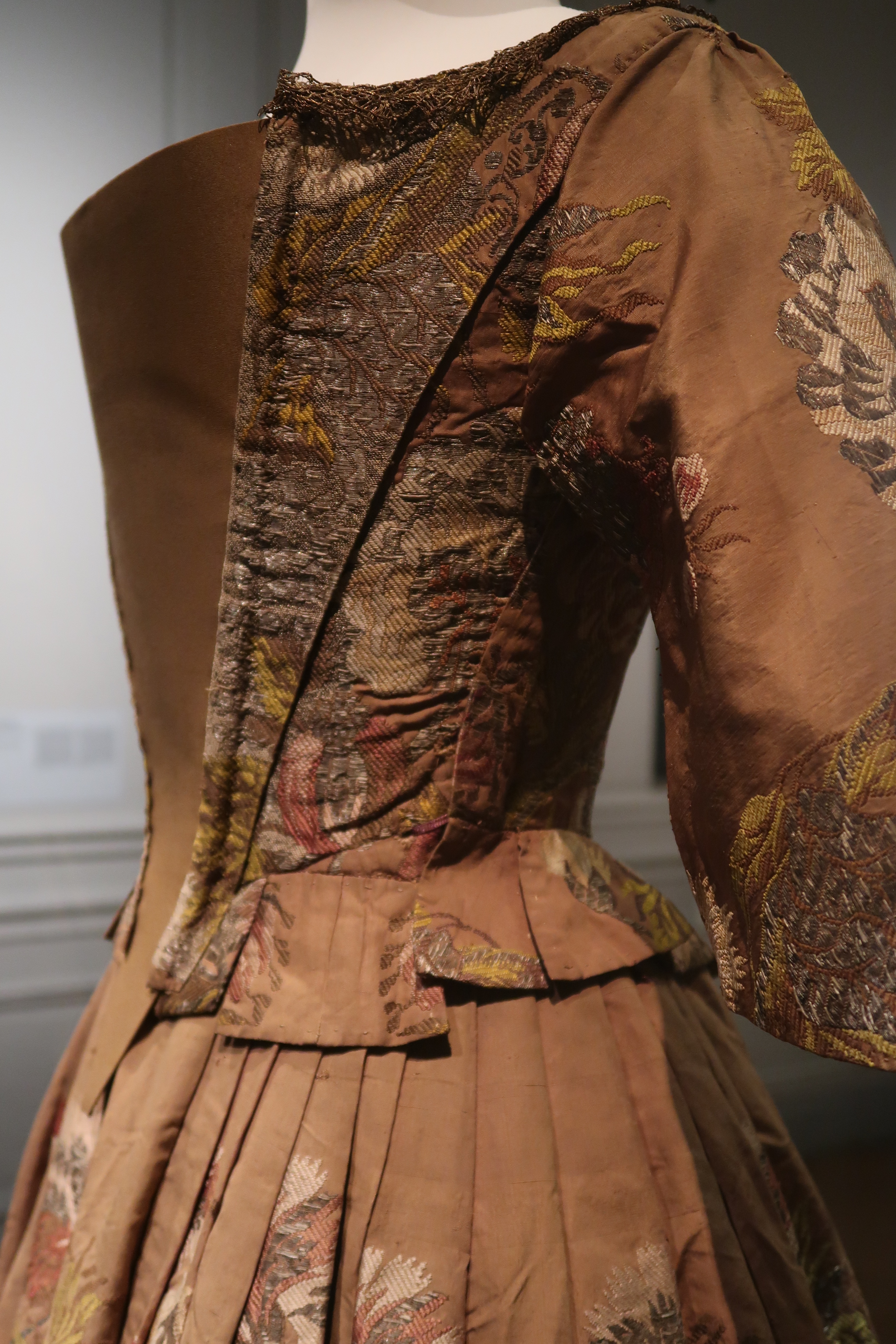
Détail.
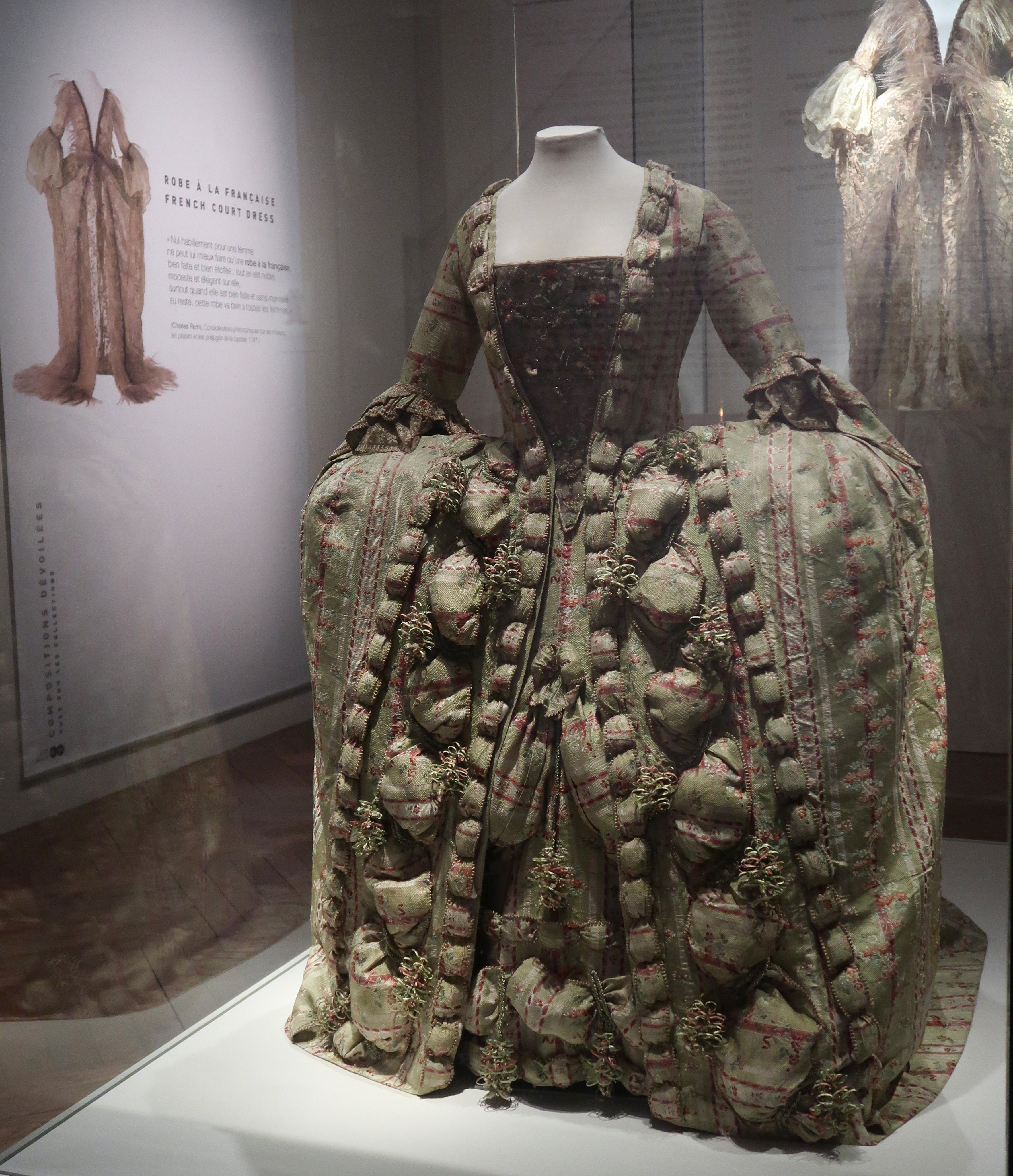
Robe de cour à la française. Soie. Parements à pompons de cour à sourcils de hanneton. Lyon (pour les étoffes), vers 1750.
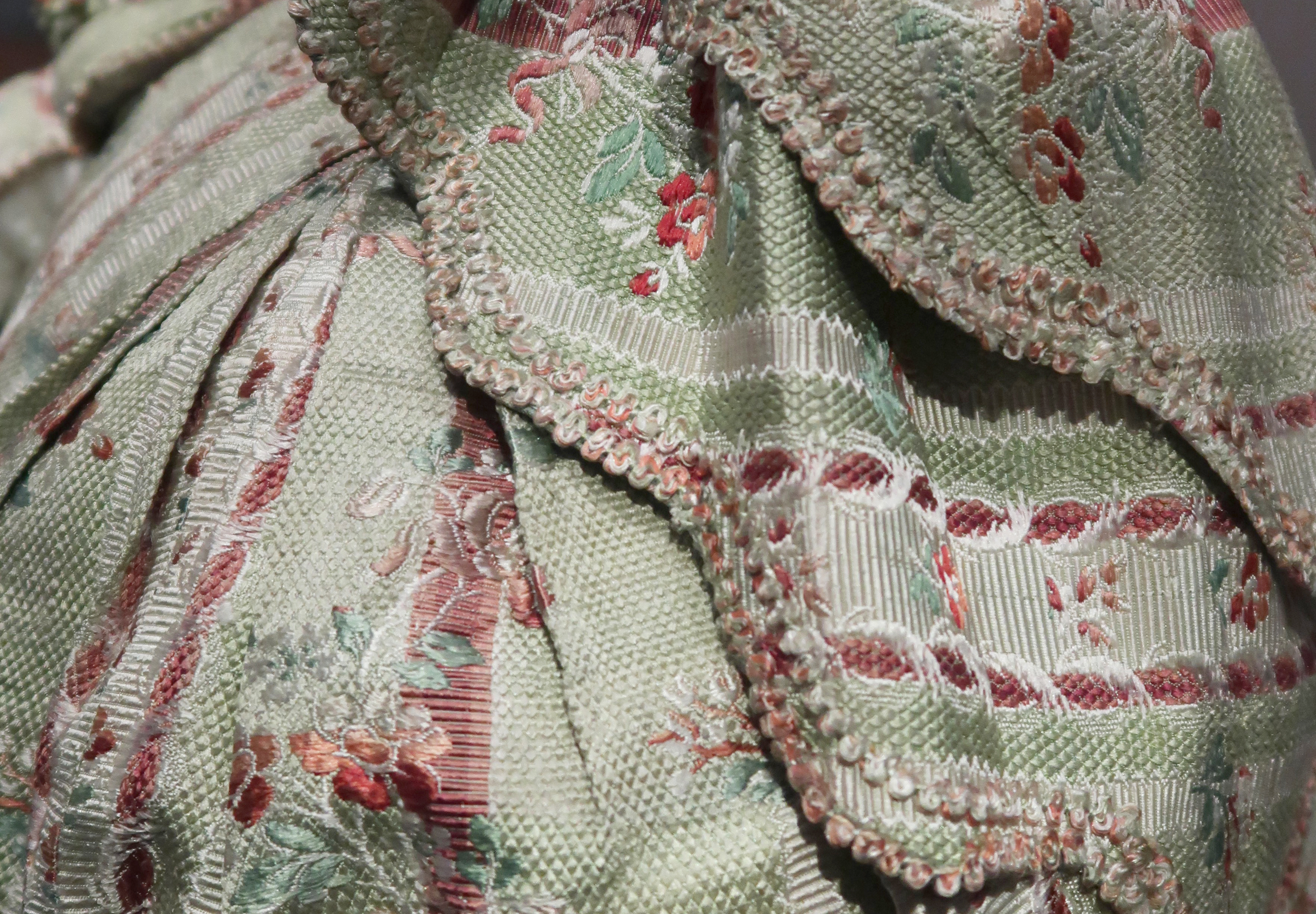
Détail.
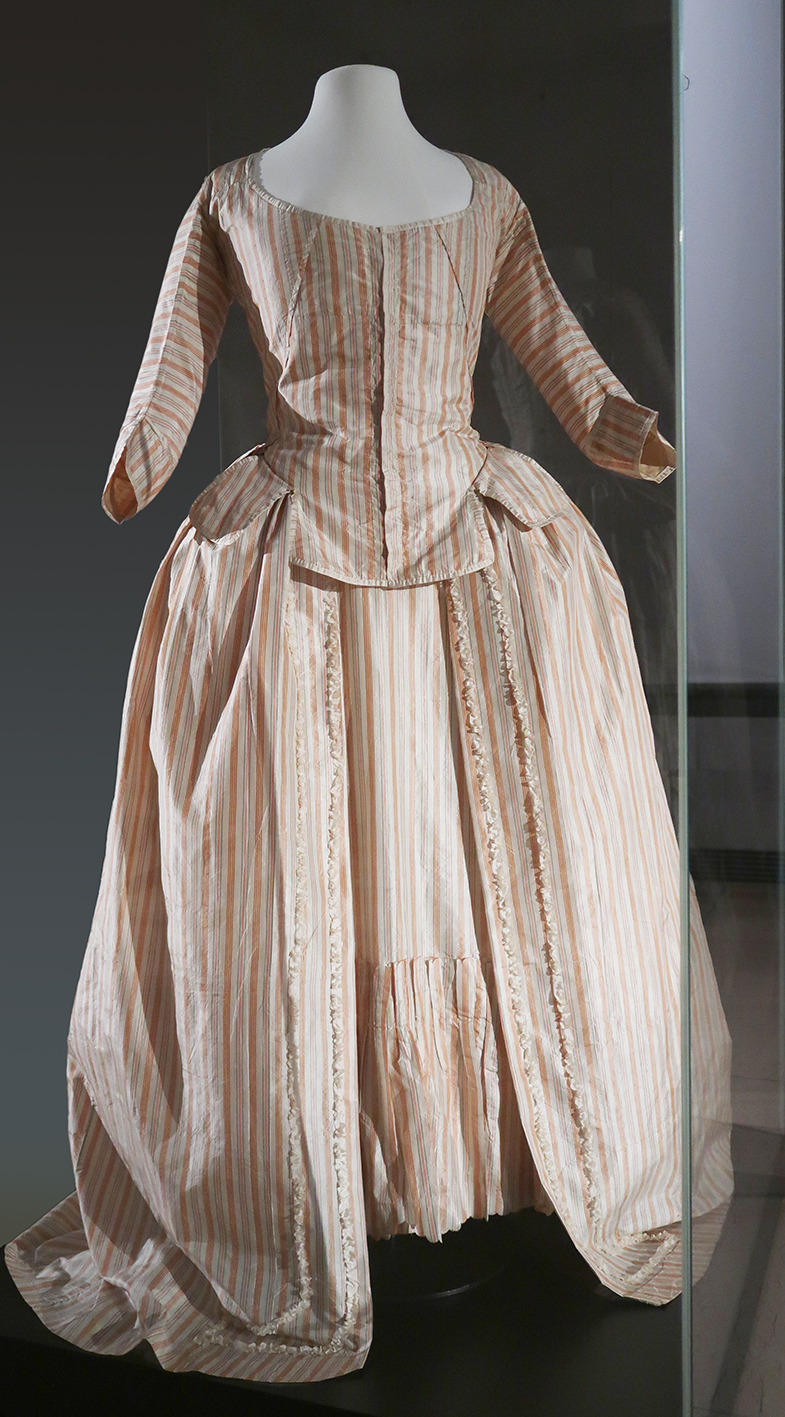
Robe à l'anglaise. Taffetas rayé. Application de rubans en taffetas. Soie. France, vers 1780.
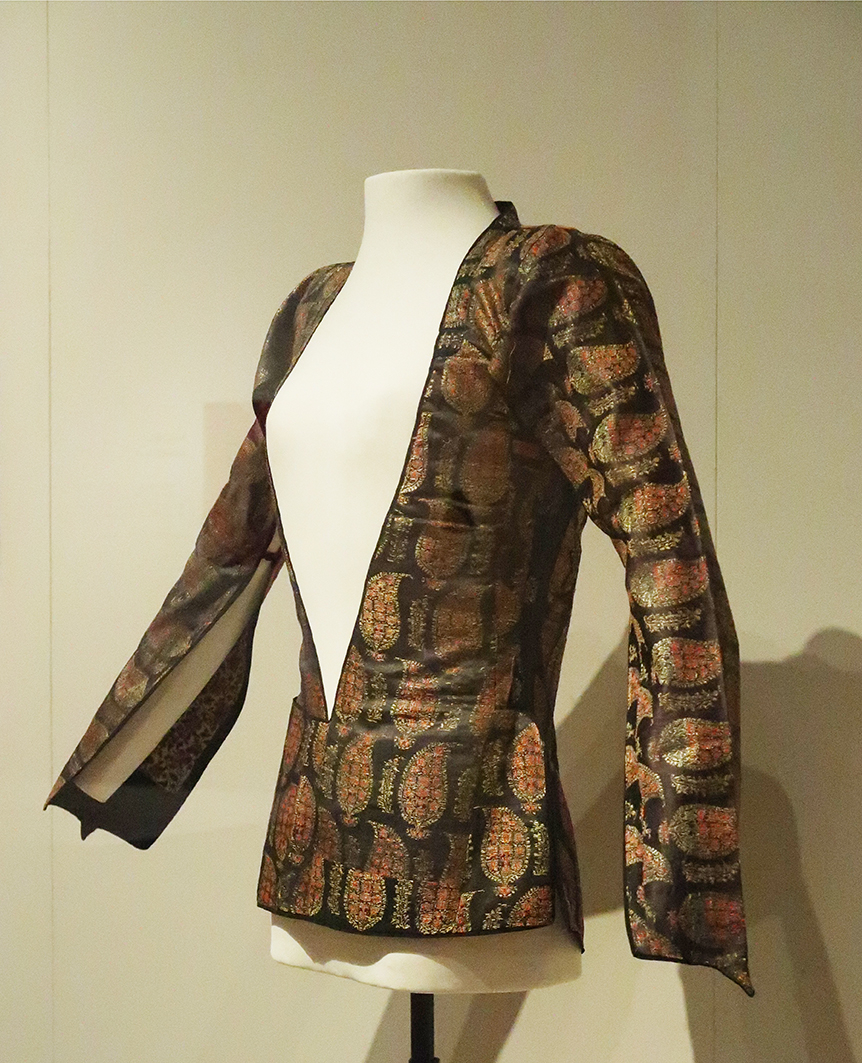
Veste. Satin ; soie, filé métallique riant[3]. Iran, XIXe siècle.
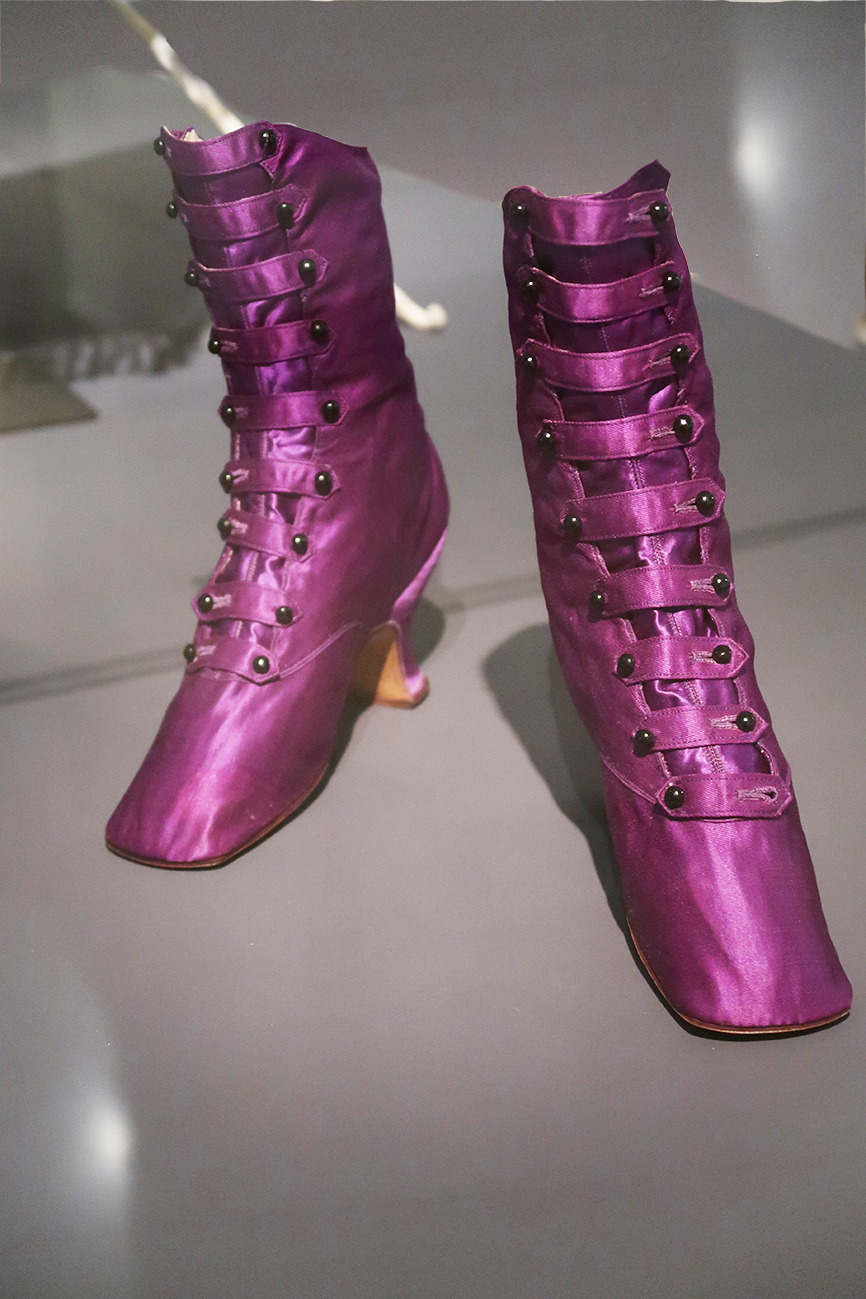
Paire de bottines, soie. France, vers 1880.
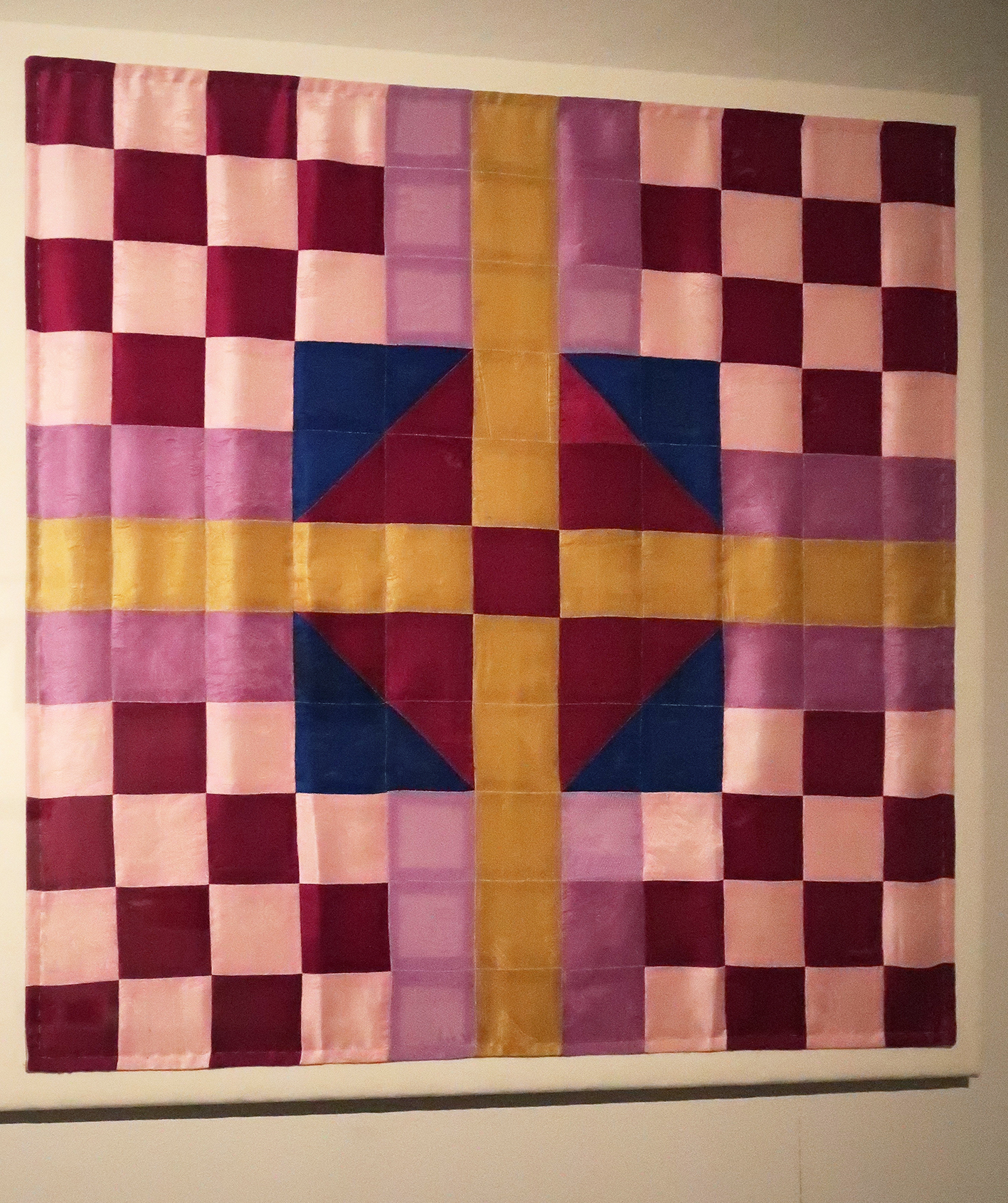
Bojagi. Gaze façonnée, taffetas, technique du patchwork coréen / soie. Doublure: taffetas / soie. Corée, 1997.

## La collection des Arts décoratifs

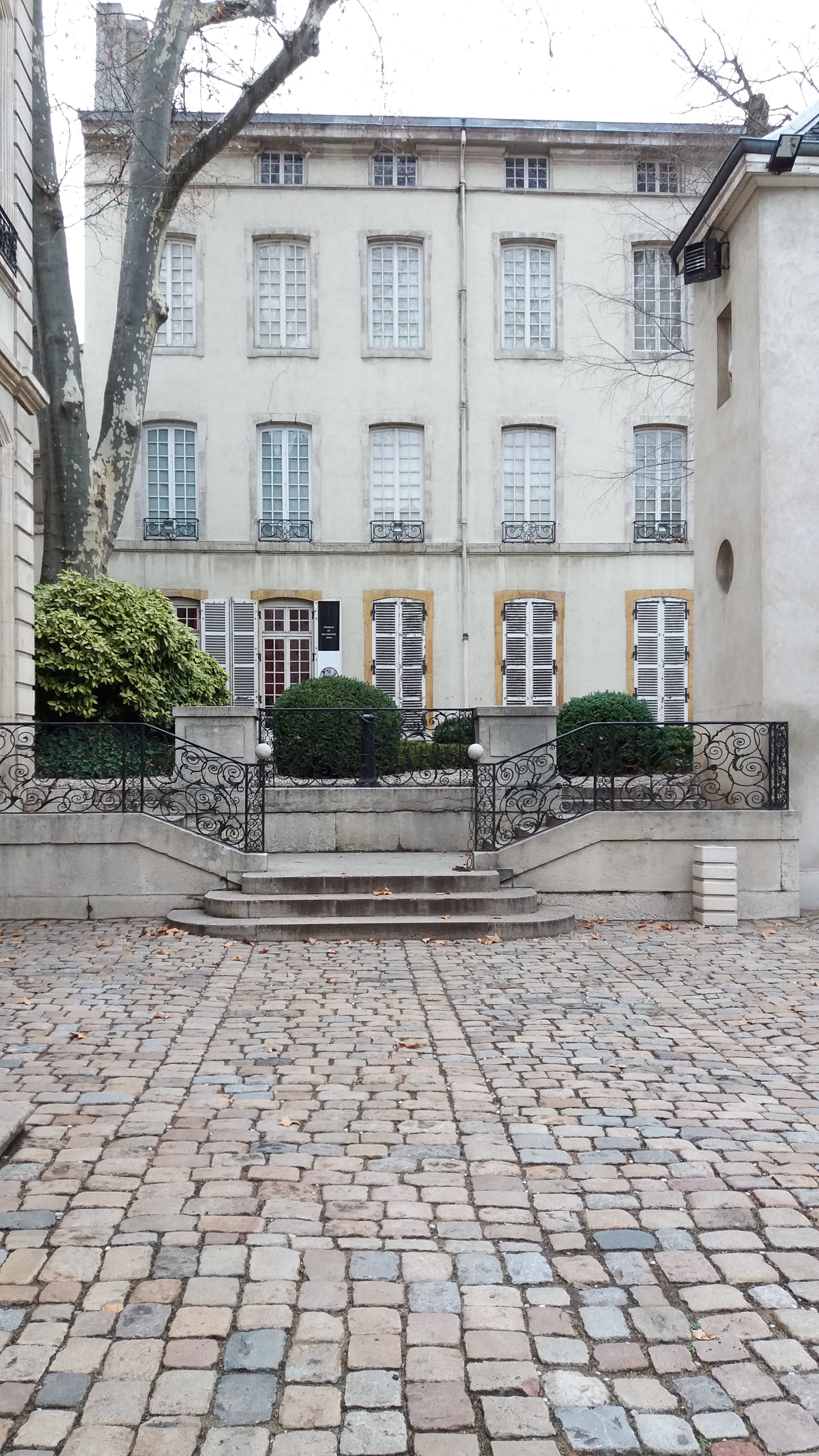
Hôtel de la Croix-Laval.

### La création
Issu du musée d'Art et d'Industrie créé par la chambre de commerce de Lyon, le musée des Arts décoratifs a été installé en 1925 dans l'hôtel de Jean de Lacroix. Cet hôtel particulier a été construit pour l'ancien conseiller à la Cour des monnaies par Jacques-Germain Soufflot en 1739. Il a été acquis en 1919 grâce à la générosité de quelques philanthropes lyonnais, membres de la Société pour le développement des musées de Lyon, amis de l'art : Émile Baboin, Charles Cabaud, Raoul Baguenault de Puchesse, François Ferrier, Alexandre Franc, Georges Sabran, Ennemond Morel, Henri Bertrand et les familles Gillet et Roche de la Rigodière

### Description
Revêtues de boiseries provenant en partie d'anciens hôtels particuliers lyonnais du XVIIIe siècle, ou ornées de tapisseries tissées du XVIe au XVIIIe siècle, les différentes salles du musée servent d'écrin à un remarquable ensemble d'ébénisterie ou de menuiserie d'origine parisienne (Jean-François Oeben, Pierre Roussel, Charles Topino, Jean-Henri Riesener), lyonnaise (Canot, Nogaret) ou grenobloise (Famille Hache). Le musée abrite également une collection rare et originale d'objets en marqueterie de paille du XVIIe au XIXe siècle.

### Les collections
Parmi les plus importants dons faits au musée, il convient de citer en tout premier lieu celui de la famille Gillet, ayant légué notamment une exceptionnelle collection de majoliques italiennes datant de la Renaissance, celui de la famille Gonin et celui de la famille Baboin-Jaubert constitué en partie de fauteuils réalisés par l'ébéniste Nogaret qui constituent une référence en matière de sièges Louis XV.
La collection de pendules comprend une quarantaine de pièces de première qualité dues à de grands ébénistes, émailleurs, bronziers et horlogers. Parmi elles se distingue la rare « pendule-cage » avec fontaine et oiseaux chanteurs en bronze ciselé et doré (France, vers 1780).
Le musée abrite également de nombreux bronzes d'ameublement et d'ornement ciselés et dorés des XVIIe et XVIIIe siècles, ainsi qu'un exceptionnel clavecin à deux claviers dû au facteur lyonnais Donzelague de 1716.
L'orfèvrerie ancienne, composée en grande partie de pièces du XVIIIe siècle aux poinçons de Paris ou de centres provinciaux, fait l'objet d'une présentation particulière. L'orfèvrerie contemporaine réunit plus de 70 pièces éditées par Danèse, Algorithme, Christofle, Alessi, Cleto Munari, Maeght ou créées par des orfèvres eux-mêmes.
La section céramique comprend d'intéressantes porcelaines tendres et dures de Vincennes, Sèvres et Saint-Cloud, Paris, Tournai, ainsi qu'une des plus importantes collections de majoliques italiennes conservées en France, formant un ensemble de plus de deux cents pièces. La faïence française n'est pas pour autant absente avec de belles séries de Moustiers, Nevers, Lyon et Pont-aux-Choux.
Enfin, le musée possède une collection de dix mille dessins comprenant des feuilles d'artistes tels que Giorgio Vasari, Primatice, Le Guerchin, Pieter Jansz Saenredam, Charles Le Brun, Giandomenico Tiepolo, Jean Honoré Fragonard, Hubert Robert, Anne-Louis Girodet ou Jean Auguste Dominique Ingres.

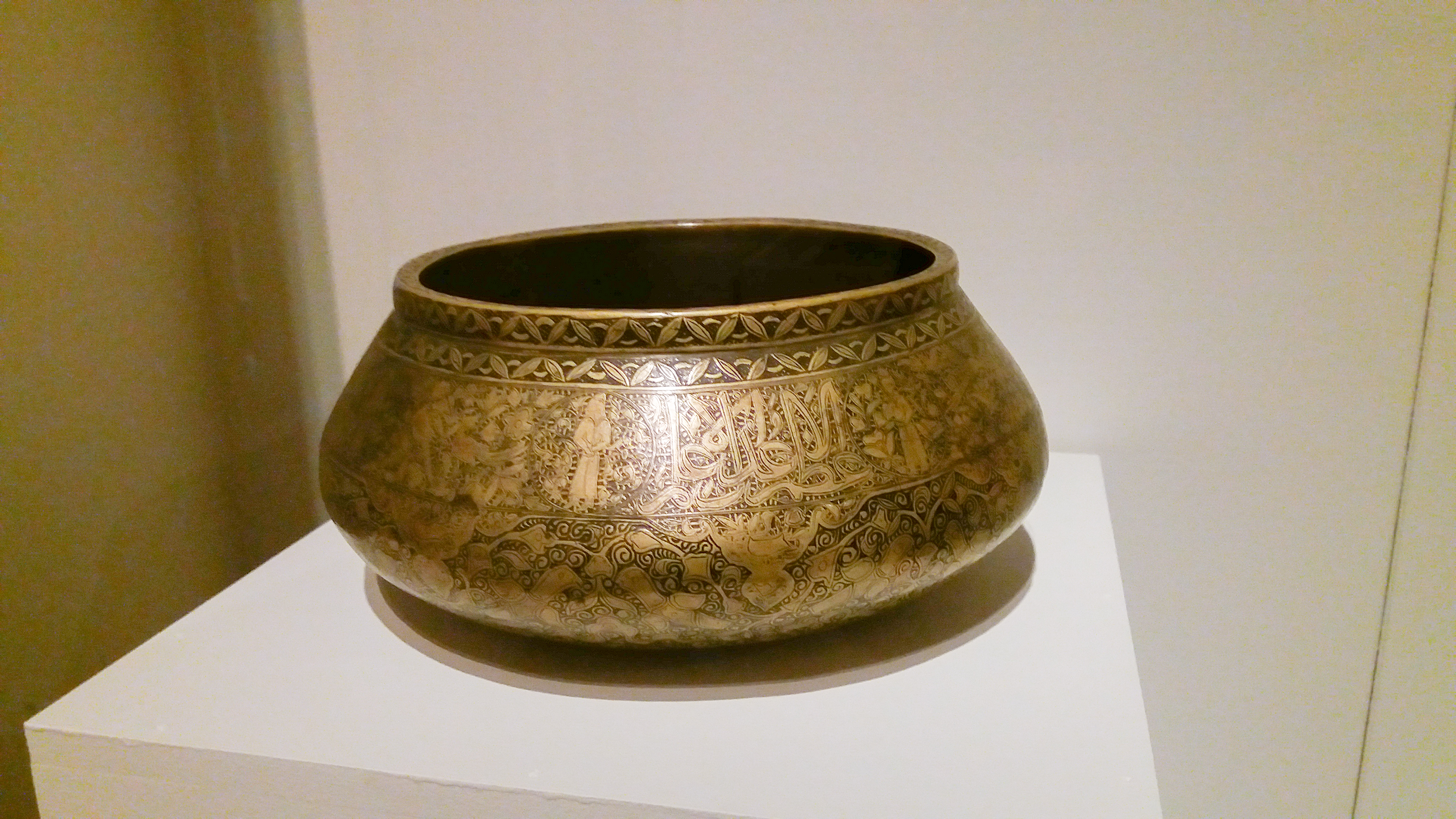
Bassin, ateliers du Fars. Alliage cuivreux ciselé, gravé, incrusté d'or et d'argent. Iran, XIVe siècle.
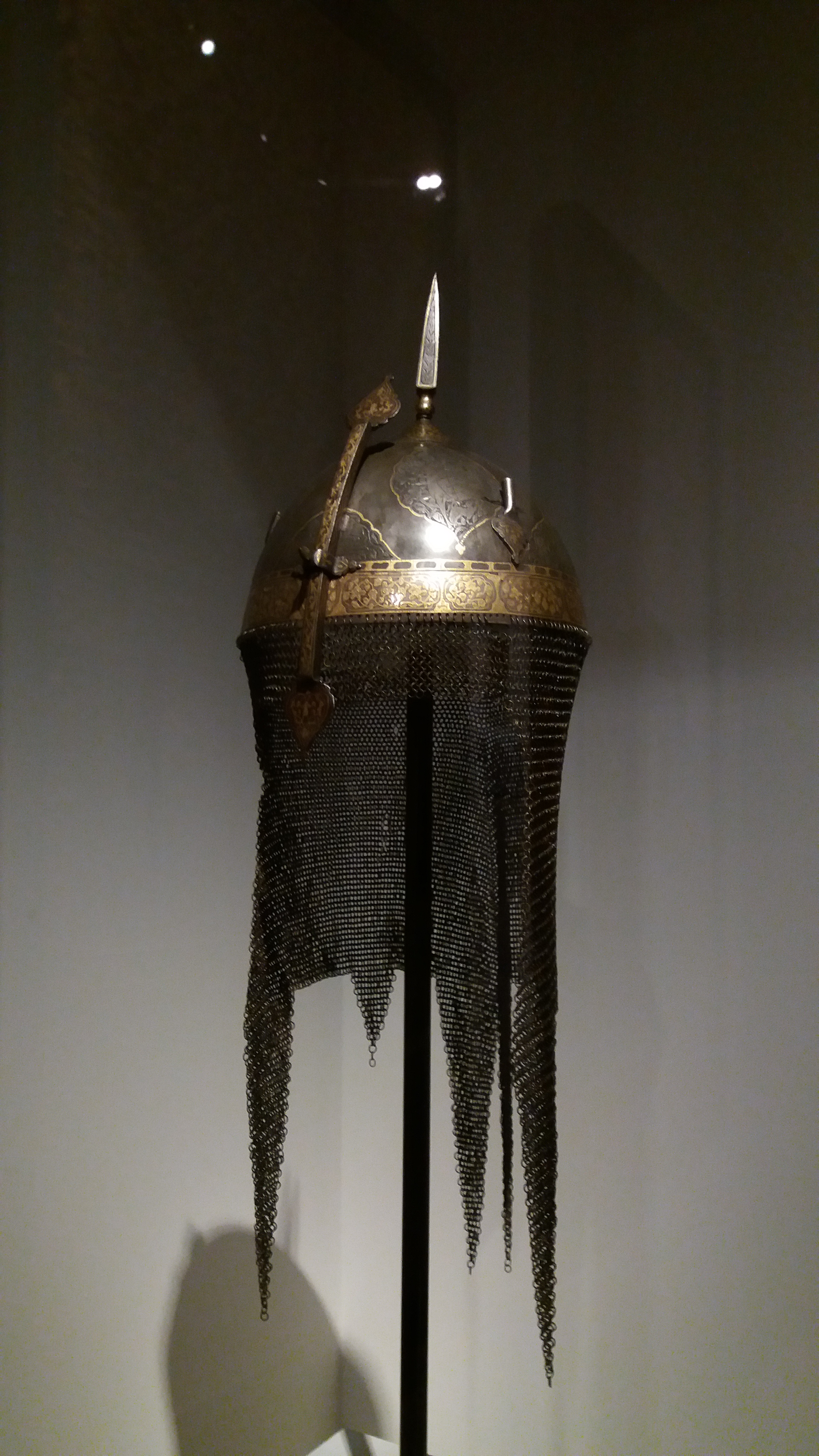
Casque à camail et nasal mobile. Décor ciselé, acier damasquiné d'or, mailles en fer tréfilées. Iran, fin du XVIIIe siècle.
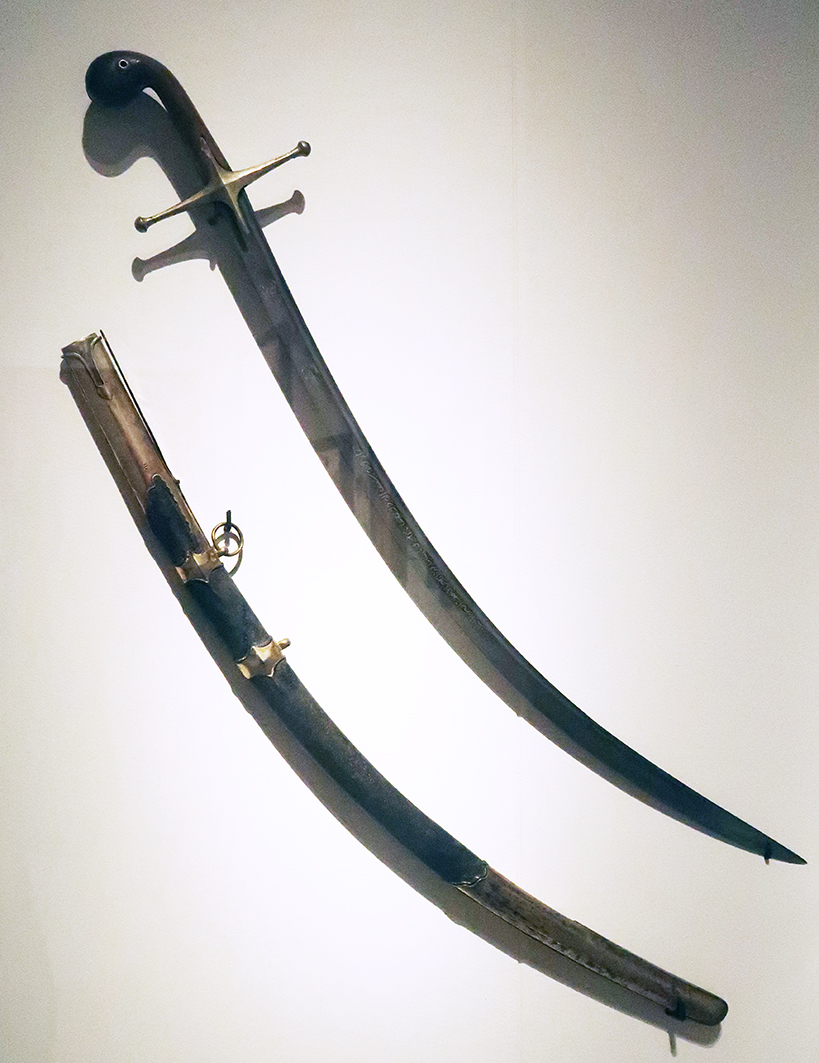
Sabre. Acier damasquinée d'or, corne blonde, vermeil, chagrin filigrané d'argent. Iran, 1750-1800.
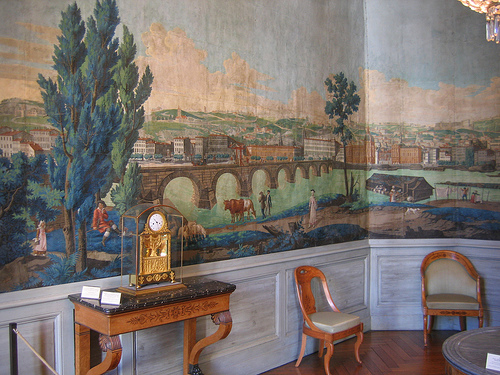
Salon aux boiseries peintes représentant la ville de Lyon.
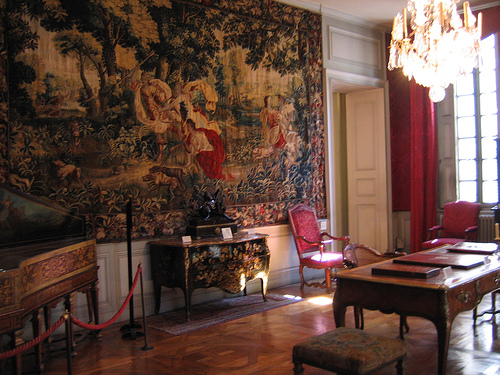
Salon à la grande tapisserie et au clavecin.
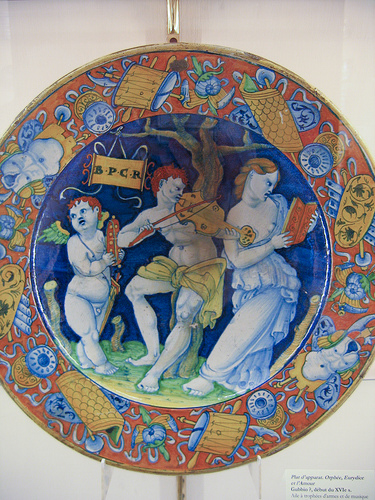
Plat d'apparat du début du XVIe siècle.
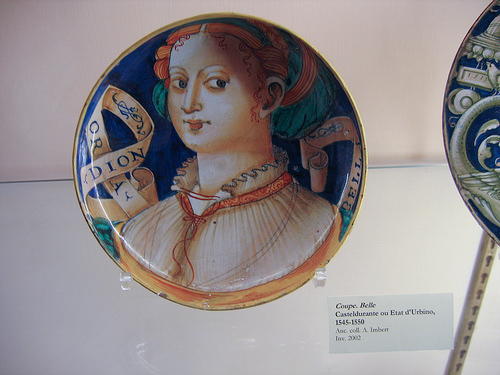
Coupe ancienne, Casteldurante (1545-1450).

## Les services des musées

### Le service culturel
Un service au programme associant les professionnels, les métiers d’art, la musique, la danse, le théâtre.

### L'atelier de restauration des textiles anciens
Créé en 1985, l'atelier de restauration des textiles anciens, le premier en France, a pour mission de restaurer et de conserver les collections propres du musée des Tissus ainsi que les collections extérieures. Dans cette perspective, l'atelier est équipé des technologies les plus avancées dans le respect des critères rigoureux de la restauration et de la conservation des tissus anciens. Cet atelier mène parallèlement une action d'enseignement auprès des professeurs et des étudiants, à travers des stages pratiques.

### Le centre de documentation des musées (bibliothèque et service photographique)

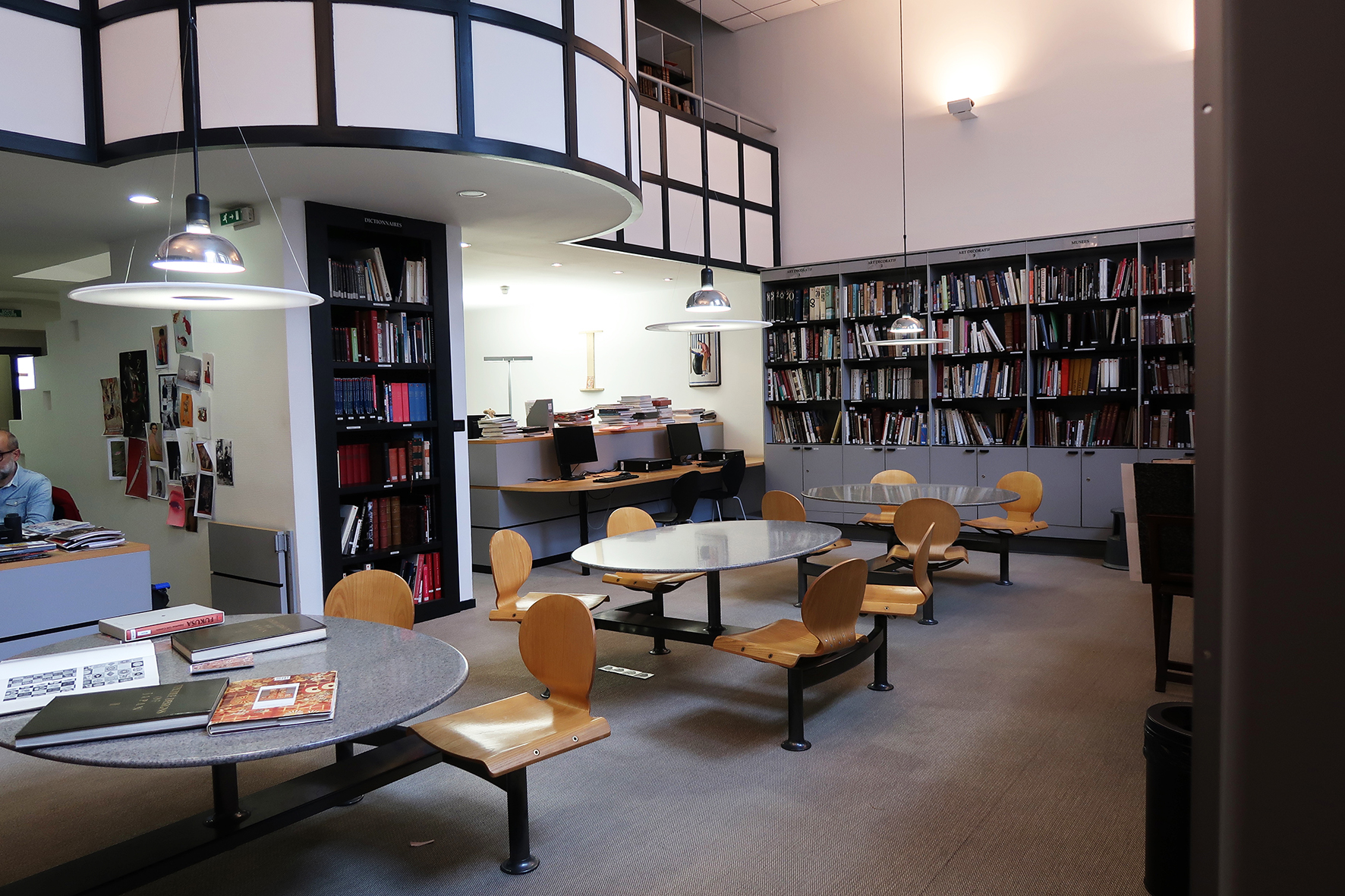
Bibliothèque et photothèque du centre de documentation.

Le centre de documentation des musées des Tissus et des Arts décoratifs met à la disposition du public varié - chercheurs, étudiants, amateurs et professionnels - a été créé en 1864, en complément aux collections des musées. Son fonds est constitué d'environ 30 000 ouvrages, manuscrits, recueils de gravures et d'un millier de périodiques, permet d'aborder trois thèmes majeurs : le textile, la mode et les arts décoratifs. En 1992, le musée des Tissus a mis en service une banque d'images, dispositif inédit permettant d'accéder aux archives du musée. Cet outil informatique numérique permet une connaissance parfaite du patrimoine textile et de son lieu de stockage, ainsi qu'une visualisation en instantané des pièces. Il contribue ainsi à aider les professionnels du textile et de la décoration dans leur processus de création et à répondre à la démarche des historiens et des chercheurs.

### La boutique
En 1988, la création d'un espace d'accueil du public, d'une boutique de vente et d'une salle polyvalente a permis une ouverture plus large des musées au monde extérieur. La boutique propose aux visiteurs une large gamme de soieries et imprimés divers, reproductions de documents anciens réalisées, pour la plupart, à partir des collections des musées. Outre les catalogues publiés par les musées, à l'occasion de leurs expositions, divers ouvrages sur le textile et les arts décoratifs sont proposés aux visiteurs.

## Fréquentation
| Année | Entrées gratuites | Entrées payantes | Total   |
| ----- | ----------------- | ---------------- | ------- |
| 2001  | 13 600            | 69 296           | 82 896  |
| 2002  | 24 332            | 69 511           | 93 843  |
| 2003  | 18 877            | 63 663           | 82 540  |
| 2004  | 20 138            | 59 395           | 79 533  |
| 2005  | 14 859            | 56 439           | 71 298  |
| 2006  | 13 544            | 71 678           | 85 222  |
| 2007  | 13 928            | 63 774           | 77 702  |
| 2008  | 21 558            | 64 674           | 86 232  |
| 2009  | 41 380            | 90 420           | 131 800 |
| 2010  | 29 766            | 51 937           | 81 703  |
| 2011  | 21 886            | 47 410           | 69 296  |
| 2012  | 21 973            | 36 365           | 58 338  |
| 2013  | 22 283            | 34 707           | 56 990  |
| 2014  | 23 251            | 45 135           | 68 386  |
| 2015  | 18 385            | 30 291           | 48 676  |
| 2016  | 19 411            | 40 980           | 60 391  |
| 2017  | 3 947             | 49 874           | 53 821  |

## Un avenir incertain
Depuis au moins 2014, confrontés à difficultés budgétaires et délaissés par la ville et la métropole de Lyon, le musée des Tissus et le musée des Arts décoratifs risquent d'être démantelés et leurs locaux vendus si la chambre de commerce et d’industrie de Lyon, la région Auvergne-Rhône-Alpes ou l'État ne trouvent pas les ressources nécessaires au maintien de leur fonctionnement.
Au printemps 2016, la CCI de Lyon, propriétaire des lieux occupés par le musée demande des aides financières aux institutions publiques ; le musée représentant 2,7 millions d'euros de charges par an, avec notamment une équipe de vingt salariés, pour un million d'euros de recettes, billetterie et mécénat confondus. En juillet 2016, le ministère de la Culture s'engage à confier la gestion du musée à une association pour le 1er janvier 2017.
Le mardi 30 mai 2017, Laurent Wauquiez annonce que la région est prête à apporter la moitié du budget d'investissement, soit 10 millions d'euros, puis un million par an pour le fonctionnement. Le 6 juin 2017, Maximilien Durand, directeur du musée depuis 2011, est licencié. La CCI de Lyon, propriétaire des lieux, prend alors l'intérim. Le cabinet d'expertise In Extenso propose deux solutions : une modernisation du musée actuel ou une séparation en deux entités, rattachant la partie textile au musée des Confluences et la partie arts décoratifs au musée des beaux-arts.
Bernard Pivot et Stéphane Bern s'opposent à la fermeture du musée. Une pétition est lancée et recueille 134 783 signatures. Le collectif Canutopie est créé. Le sauvetage du musée est annoncé en octobre 2017, il se conclut par la cession des deux hôtels particuliers à la région pour un euro symbolique. Mais près de la moitié du financement manque. Sur les 30 millions d'euros nécessaires à la modernisation du musée, il manque 14 millions : la région donne 10 millions, l'État 5 millions et l'Union inter-entreprises textile Lyon et région 1 million. La région espère trouver le reste auprès de fonds privés et grâce au financement participatif,.
À la suite de la création d'un comité scientifique et l'embauche d'une conservatrice, Esclarmonde Monteil, à la mi-janvier 2020, le conseil régional désigne Rudi Ricciotti comme architecte de la rénovation du musée. Le coût est estimé à 60 millions d'euros, dont 5 viendraient de l’État, Laurent Wauquiez sollicite la Métropole et la Ville, qui ont d'autres priorités.